# Actua Pool
Actua Pool (aussi appelé Pool:shark ou encore Ultimate 8-Ball) est un jeu vidéo de billard américain développé et édité par Gremlin Interactive en 1999 sur PlayStation et PC. Le jeu a été réédité sur Nintendo DS en 2007. Il fait partie de la série Actua Sports.

## Accueil
- Jeuxvideo.com : 18/20 (PS1)[1] - 9/20 (DS)[2]